# Schlacht von Alamance
Die Schlacht von Alamance fand am 16. Mai 1771 auf dem Gebiet des heutigen Alamance County, North Carolina, USA, statt. Sie beendete den sogenannten Krieg der Regulatoren (auch Aufstand der Regulatoren), eine Rebellion im kolonialen North Carolina gegen die lokalen Autoritäten und deren Steuererhebungen. Einige Historiker betrachten diese Geschehnisse als den Auftakt des Amerikanischen Unabhängigkeitskrieges, obwohl die Rebellion sich gegen die örtliche Regierung und nicht gegen die britische Krone wandte. Die Schlacht wurde nach dem nahe gelegenen Fluss Great Alamance Creek in der zentralen Piedmont-Region benannt und fand etwa 13 Kilometer südlich der heutigen Stadt Burlington statt.
Im Frühjahr 1771 verließ Governor William Tryon seinen Regierungssitz in New Bern, um mit Truppen in die westlichen Countys zu marschieren, um die dort seit Jahren schwelende Rebellion zu unterdrücken. Bis zu diesem Zeitpunkt bestand der „Krieg“ überwiegend aus gelegentlichen kleineren Ausbrüchen von Gewalt. Die sogenannten Regulatoren, etwa 2000 Mann gegen die etwa 1000 Mann starke Truppe Tryons, hofften, ihn zu Zusagen angesichts ihrer zahlenmäßigen Überlegenheit bewegen zu können. Am 16. Mai 1771 verweigerten sich die Regulatoren unter der Führung von Männern wie Hermon Husband aus Maryland dem Befehl Tryons, sich friedlich zurückzuziehen. Tryon setzte seine Truppen im Süden ihres Lagerplatzes am Alamance Creek in Bewegung und zwang sie, sich an der Alamance Road zu formieren. Es wird behauptet, dass Tryon selbst den ersten und fatalen Schuss in dieser Schlacht abgegeben habe. Den Regulatoren mangelte es an militärischer Führung, Organisation und Munition, viele von ihnen, darunter auch Husband, flohen vom Schlachtfeld. Eine Truppe mit etwa 300 Mann Verstärkung unter Befehl Captain Benjamin Merrills erreichte das Schlachtfeld nicht rechtzeitig, um die Rebellen zu unterstützen.
Die Regulatoren verloren die Schlacht, die Rebellion war erfolglos. Die Verluste auf Seiten Tryons umfassten neun Tote und 61 Verwundete, obwohl die Regulatoren in viel größeren Zahlen gefallen sein sollen. Historiker schätzen die Verwundetenzahl auf etwa 100, dabei wurden zwischen 10 und 15 Regulatoren in der Schlacht getötet. Tryon nahm 13 Gefangene, einer von ihnen, James Few wurde noch im Feldlager exekutiert, sechs weitere wurden später im nahe gelegenen Hillsborough hingerichtet. Viele der Regulatoren zogen sich in die Grenzgebiete westlich North Carolina zurück, andere wurden durch den Governor unter der Prämisse amnestiert, dass sie einen Treueeid auf die königliche Regierung ablegen.
Das Schlachtfeld befand sich im damaligen Orange County (1849 zu Orange und Alamance County getrennt), in dem ein Jahrzehnt später, während des Unabhängigkeitskrieges, etliche kleinere Übergriffe und Scharmützel stattfanden. Darunter war auch das berüchtigte Pyle’s Hacking Match im Jahre 1781.

## Gedenkstätte der Schlacht von Alamance
Besucher des Schlachtfeldes von Alamance, heute als Alamance Battleground State Historic Site unter dem Schutz des Staates, können ein Granitdenkmal aus dem Jahre 1800, wechselnde Ausstellungen und markierte Schlachtaufstellungen der Truppen besichtigen. Das Besucherzentrum bietet neben Ausstellungen auch Artefakte und Präsentationen des Schlachtverlaufes an. Ein restauriertes Farmhaus, das sich zu dieser Zeit auf dem Schlachtfeld befand; das Allen House gehört ebenfalls zu der Gedenkstätte.